# Vladimir Fédorovski
 (mars 2012).
Vladimir Fédorovski (en russe : Владимир Фёдорович Федоровский), né le 27 avril 1950 à Moscou, est un diplomate et écrivain russe d'origine ukrainienne, et aujourd'hui français.

## Biographie

### Premières années
Vladimir Fédorovski est le fils d'un héros ukrainien de la Seconde Guerre mondiale et d'une mère russe, spécialiste de la planification. À 14 ans, son rêve était de devenir écrivain et d'écrire ses livres à la terrasse des « Deux Magots » à Paris. Il a d'abord été élève à l'Institut d'État des relations internationales de Moscou (MGIMO). Doué pour l'apprentissage des langues, il acquiert une parfaite connaissance des langues anglaise, française et arabe. Il est, parmi les écrivains russes ou d'origine russe, le plus édité en France.

### Diplomate de la perestroïka
En 1972, il commence par travailler comme attaché à l'ambassade de l'Union soviétique en Mauritanie, et il sert d'interprète au Kremlin, en assistant Léonid Brejnev dans ses rencontres avec les dirigeants des pays arabes.
En 1977, il est nommé attaché culturel à Paris, fréquentant Dalí, Chagall, Aragon et leurs égéries. En 1985, il passe un doctorat d'État en histoire sur le rôle des cabinets dans l'histoire de la diplomatie française.
De retour à Moscou, il travaille au ministère des Affaires étrangères comme chef de cabinet du vice-ministre Vladimir Petrovski (qui écrit les discours de Léonid Brejnev et du ministre Andreï Gromyko). En 1983, il se lie d'amitié avec Alexandre Iakovlev, éminence grise de Mikhaïl Gorbatchev, et considéré comme l'inspirateur de la perestroïka. Fédorovski sera ensuite nommé conseiller diplomatique pendant la période de la glasnost pour laquelle il assure, de 1985 à 1990, la promotion de la perestroïka en France avec comme objectif de faire naître une nouvelle Russie, ouverte aux échanges et à la technologie et arrimée à l'Europe. Jugeant que Gorbatchev est incohérent, il quitte la carrière diplomatique en 1990 pour participer à la création d'un des premiers partis démocratiques russes, le Mouvement des réformes démocratiques. S'opposant à la ligne dure du Parti communiste de l'Union soviétique et du KGB, il est porte-parole du mouvement des réformes démocratiques pendant la résistance au putsch de Moscou d'août 1991.
Alexandre Iakovlev, idéologue de la perestroïka disparu en 2005, le présente ainsi dans le Figaro du 26 avril 1996 : « Il fut un des premiers à rompre avec les habitudes de la caste diplomatique pour s'engager dans la démarche de la perestroïka. Depuis 1985 on se souvient de son visage à la télévision associé au vent de changement. Quand Gorbatchev fit marche en arrière, Fédorovski n'hésita pas à quitter la « carrière ». Je l'ai vu à l'œuvre, lorsqu’il fut porte-parole du mouvement des réformes démocratiques dans les jours fatidiques de la résistance au putsch communiste de Moscou en août 1991. »

### Écrivain français
En 1991, il a publié L'Histoire secrète d'un coup d'État, puis son roman Les Deux Sœurs (J-C Lattès), suivi d'une série romanesque sur l'histoire russe en trois volumes (Le Roman de Saint-Pétersbourg, Le Roman du Kremlin et Le Roman de la Russie insolite) de 2003 à 2004. Fédorovski a pu écrire Le Roman du Kremlin après avoir eu accès aux archives inédites du Kremlin. À l'occasion du centenaire de la mort de Léon Tolstoï, il publie Le Roman de Tolstoï en 2010.
Il a dirigé par ailleurs la collection « Le Roman des lieux magiques » avec plus de deux cents ouvrages publiés par les éditions du Rocher. Il est aussi président d'honneur de la Fédération française des Salons du livre.
En 2015, il fait paraître son Roman de la perestroïka sur cette grande rupture de l'Histoire puis Poutine, l'itinéraire secret. Il y consacra une grande série de chroniques sur France Info. En octobre 2019, il publie : Sur tes cils fond la neige : le Roman vrai du docteur Jivago. Écrits en français, ses ouvrages sont devenus des succès internationaux et sont traduits dans vingt-huit pays.
En 2022 publie son best-seller Poutine, Ukraine, Faces cachées, puis en mai 2025 son Modèle:58-me livre, Trump,Poutine et Ivan le Terrible ,dialogue
avec l’Histoire  paru aux éditions Balland.

## Prix et récompenses
Devenu écrivain à succès, il est fait officier des Arts et des Lettres et obtenu la nationalité française en 1995. 
Il est élu à l'Académie de Caen, au siège du président Senghor pour sa contribution à la francophonie. Il a été distingué de plusieurs prix littéraires dont le prix d'histoire André-Castelot, le prix Louis-Pauwels et le prix de l'Europe. 
En mars 2012 il reçoit le Grand Prix Palatine du Roman historique pour Le Roman de Raspoutine.

## Autres fonctions
- Président d'honneur de l'Union des auteurs et créateurs de France (association affiliée à la Fédération française des salons du livre qui fédèrent des auteurs ayant publié au moins deux ouvrages à compte d'éditeur et diffusés nationalement).

## Ouvrages
- Histoire de la diplomatie française, Académie diplomatique, 1985
- Histoire secrète d’un coup d’État, avec Ulysse Gosset, Paris, Lattès, 1991, 302 pages
- Les Égéries russes, avec Gonzague Saint Bris, Paris, Lattès, 1994, 336 pages
- Les Égéries romantiques, Paris, Lattès, 1995, 374 pages
- Le Département du diable, Paris, Plon, 1996, 276 pages
- Les Deux Sœurs ou l’Art d'aimer, Paris, Lattès, 1997, 232 pages, 2004 (prix des Romancières)
- Le Triangle russe, Paris, Plon, 1999, 216 pages
- Les Tsarines, les femmes qui ont fait la Russie, Paris et Monaco, éditions du Rocher 2000, 242 pages
- De Raspoutine à Poutine, les hommes de l’ombre, Paris, Éditions Perrin livre de poche, 2001, 224 pages (prix d'Étretat)
- Le Retour de la Russie, avec Michel Gurfinkiel, Paris, Odile Jacob, 2001, 340 pages
- L’Histoire secrète des Ballets russes, Paris et Monaco, Éditions du Rocher, 2002, 228 pages (prix des écrivains francophones d'Amérique)
- La Guerre froide, Mémorial de Caen, 2002
- Les Tsarines, Paris et Monaco, Éditions du Rocher, 2002
- La Fin de l’URSS, Mémorial de Caen, 2002
- Le Roman de Saint-Pétersbourg, Paris et Monaco, Éditions du Rocher, 2003, 272 pages (prix de l'Europe)
- Le Roman du Kremlin, Paris et Monaco, Éditions du Rocher-Mémorial de Caen, 2004, 252 pages (prix Louis-Pauwels)
- Diaghilev et Monaco, Paris et Monaco, Éditions du Rocher, 2004
- Le Roman de la Russie insolite : du Transsibérien à la Volga, Paris et Monaco, Éditions du Rocher 2004, 264 pages.
- Paris - Saint-Pétersbourg : la grande histoire d'amour, Presses de la Renaissance, 2005, 288 pages.
- Le Roman de l'Orient Express, Paris et Monaco, Éditions du Rocher, 2006, 218 pages (prix d'histoire André-Castelot)
- Le Fantôme de Staline, Paris et Monaco, Éditions du Rocher, 2007, 288 pages
- Les Romans des rencontres magiques, Paris et Monaco, Éditions du Rocher 2007, 288 pages
- Les Amours de la Grande Catherine, Éditions Alphée. Jean-Paul Bertrand, 2008, 283 pages
- Le Roman de l’âme slave, Paris et Monaco, Éditions du Rocher, 2009, 274 pages
- Napoléon et Alexandre, Éditions Alphée, 2009, 286 pages
- Les Romans de la Russie éternelle, Paris et Monaco, Éditions du Rocher, 2009
- Le Roman de Tolstoï, Paris et Monaco, Éditions du Rocher, 2010, 252 pages
- Le Roman de l’espionnage, Paris et Monaco, Éditions du Rocher, 2011, 268 pages
- Le Roman de Raspoutine, Paris et Monaco, Éditions du Rocher, 2011, 226 pages (Grand prix Palatine du roman historique 2012[9])
- Le Roman du siècle rouge (avec Alexandre Adler), Paris et Monaco, Éditions du Rocher, 2012, 224 pages
- L’islamisme va-t-il gagner ? : le roman du siècle vert (avec Alexandre Adler), Paris et Monaco, Éditions du Rocher, 2012
- La Magie de Saint-Pétersbourg, Paris et Monaco, Éditions du Rocher, 2012, 128 pages
- Le Roman des Tsars, Paris et Monaco, Éditions du Rocher, 2013, 288 pages
- Le Roman de la perestroïka, Paris et Monaco, Éditions du Rocher, 2013, 264 pages
- Le Roman des espionnes, Paris et Monaco, Éditions du Rocher, 2014, 224 pages
- Poutine, l’itinéraire secret, Paris et Monaco, Éditions du Rocher, 2014, 232 pages
- La Magie de Moscou, Paris et Monaco, Éditions du Rocher, 2014, 154 pages
- La Volupté des neiges, Paris, Éditions Albin Michel, 30 avril 2015, 290 pages
- Dictionnaire amoureux de Saint-Pétersbourg, Paris, Plon, 2016, 800 pages
- Poutine de A à Z, Paris, Stock, 2017, 288 pages
- Au cœur du Kremlin, des tsars rouges à Poutine, Paris, Stock, 2018, 280 pages
- Le Roman vrai de la manipulation, Paris, Flammarion, 2018
- Sur tes cils fond la neige : le Roman vrai du docteur Jivago, Paris, Stock, 2019
- La Grâce venue des neiges : dans les coulisses des ballets russes, Apopsix, 2019.
- Le Phénomène Staline : du tyran rouge au grand vainqueur de la Seconde Guerre mondiale, Paris, Stock, 2020.
- Le Roman vrai de Gorbatchev, Paris, Flammarion, 2021.
- Amour et inspiration : muses, artistes et collectionneurs, Paris, Balland, 2021.
- Poutine et l'Ukraine : les faces cachées, Paris, Balland, 2022.
- Le Roman d’une révolution, Nicolas II-Lénine, Paris, Balland, 2022.
- Sorge, un espion pour l’éternité, Paris, Balland, 2023.
- Le Diplomate venu du froid, Balland, 2023.
- Napoléon face à la Russie, Balland, mars 2024.
- Staline & Poutine, dialogues d’outre-tombe, Balland, octobre 2024.

- « Trump,Poutine et Ivan le Terrible,dialogue avec l’histoire, Balland,mai 2025.